# Trophonopsis cymatus
Trophonopsis cymatus är en snäckart som först beskrevs av Dall 1902.  Trophonopsis cymatus ingår i släktet Trophonopsis och familjen purpursnäckor. Inga underarter finns listade i Catalogue of Life.